# Джонсон (округ, Вайоминг)
Округ Джонсон (англ. Johnson County) — округ, расположенный в штате Вайоминг (США) с населением в 7075 человек по статистическим данным переписи 2000 года.
Столица округа находится в городе Баффало.

## История
Округ Джонсон был образован в 1875 году. В апреле 1892 года округ стал центром вооружённой стычки между владельцами крупного рогатого скота и обвинявшимися в воровстве держателями небольших фермерских хозяйств.

## География
По данным Бюро переписи населения США округ Джонсон имеет общую площадь в 10 813 квадратных километров, из которых 10 792 кв. километра занимает земля и 21 кв. километр — вода. Площадь водных ресурсов округа составляет 0,20 % от всей его площади.

### Соседние округа
- Шеридан — север
- Кэмпбелл — восток
- Конверс — юго-восток
- Натрона — юг
- Уошаки — запад
- Биг-Хорн — северо-запад

### Охраняемые природные территории
- Национальный лесной заповедник Бигхорн (часть)

## Демография

Распределение населения округа Джонсон по возрастным диапазонам

По данным переписи населения 2000 года в округе Джонсон проживало 7075 человек, 2006 семей, насчитывалось 2959 домашних хозяйств и 3503 жилых дома. Средняя плотность населения составляла 1 человек на один квадратный километр. Расовый состав округа по данным переписи распределился следующим образом: 97,03 % белых, 0,08 % чёрных или афроамериканцев, 0,64 % коренных американцев, 0,11 % азиатов, 1,58 % смешанных рас, 0,55 % — других народностей. Испано- и латиноамериканцы составили 2,09 % от всех жителей округа.
Из 2959 домашних хозяйств в 28,70 % — воспитывали детей в возрасте до 18 лет, 57,00 % представляли собой совместно проживающие супружеские пары, в 7,10 % семей женщины проживали без мужей, 32,20 % не имели семей. 28,50 % от общего числа семей на момент переписи жили самостоятельно, при этом 12,00 % составили одинокие пожилые люди в возрасте 65 лет и старше. Средний размер домашнего хозяйства составил 2,36 человек, а средний размер семьи — 2,89 человек.
Население округа по возрастному диапазону по данным переписи 2000 года распределилось следующим образом: 24,20 % — жители младше 18 лет, 5,60 % — между 18 и 24 годами, 23,50 % — от 25 до 44 лет, 28,70 % — от 45 до 64 лет и 18,00 % — в возрасте 65 лет и старше. Средний возраст жителей округа составил 43 года. На каждые 100 женщин в округе приходилось 96,60 мужчин, при этом на каждых сто женщин 18 лет и старше приходилось 94,30 мужчин также старше 18 лет.
Средний доход на одно домашнее хозяйство в округе составил 34 012 долларов США, а средний доход на одну семью в округе — 42 299 долларов. При этом мужчины имели средний доход в 29 271 доллар в год против 20 469 долларов среднегодового дохода у женщин. Доход на душу населения в округе составил 19 030 долларов США в год. 7,20 % от всего числа семей в округе и 10,10 % от всей численности населения находилось на момент переписи населения за чертой бедности, при этом 9,10 % из них были моложе 18 лет и 10,60 % — в возрасте 65 лет и старше.

## Главные автодороги
- I-90
- I-25
- US 16
- US 87
- WH 193
- WH 196
- WH 192
- WH 387

## Населённые пункты

### Города
- Баффало
- Кейси

### Другие
- Линч
- Садлстринг